# Zimowe Mistrzostwa Polski Seniorów w Lekkoatletyce 1936
4. Zimowe Mistrzostwa Polski Seniorów w Lekkoatletyce – zawody lekkoatletyczne, które zostały rozegrane 22 i 23 lutego 1936 w Przemyślu w hali należącej do Urzędu Okręgowego WF.

## Rezultaty

### Mężczyźni
| Konkurencja:              | 1. miejsce                                                                                                 | Rezultat | 2. miejsce                                                                                        | Rezultat | 3. miejsce | Rezultat |
| Bieg na 50 m              | Tadeusz Śliwak Sokół-Macierz Lwów                                                                          | 6,1      | Jan Łopuszyński Polonia Warszawa                                                                  | 6,1      | Włodzimierz Drużbiak Pogoń Lwów Roman Sienicki AZS Lwów                                                         |          |
| Bieg na 3000 m            | Kazimierz Kucharski Pogoń Lwów                                                                             | 8:48,7   | Wiktor Kramek Strzelec Gdynia                                                                     | 9:05,0   | Zdzisław Jaworski Polonia Lwów                                                                                  |          |
| Bieg na 50 m przez płotki | Władysław Niemiec Pogoń Lwów                                                                               | 7,4      | Tadeusz Oszast Cracovia                                                                           | 7,5      | Jerzy Pławczyk AZS Warszawa                                                                                     |          |
| Sztafeta 6 × 50 m         | Pogoń Lwów Antoni Zatwarnicki Maksymowicz Bohdan Mrozek Włodzimierz Drużbiak Jerzy Panas Władysław Niemiec | 40,4     | Cracovia Gniech Zbigniew Garnuszewski Jerzy Tuziak Starzyński Kazimierz Drozdowski Tadeusz Oszast | 41,1     | AZS Warszawa Jerzy Pławczyk Wł. Strelau Petroniusz Derwiszyński Stefan Garczyński Lechosław Majewski Sobolewski |          |
| Sztafeta 3 × 800 m        | Pogoń Lwów Tadeusz Moskal Włodzimierz Korzeniowski Kazimierz Kucharski                                     | 6;32,2   | AZS Warszawa                                                                                      | 6:40,6   | Cracovia |          |
| Skok wzwyż                | Jerzy Pławczyk AZS Warszawa                                                                                | 1,835    | Władysław Niemiec Pogoń Lwów                                                                      | 1,835    | Jan Semkowicz Sokół-Macierz Lwów                                                                                | 1,79     |
| Skok o tyczce             | Stanisław Zakrzewski Polonia Bydgoszcz                                                                     | 3,40     | Jerzy Pławczyk AZS Warszawa                                                                       | 3,40     | Witold Maciaszczyk Sokół Łódź                                                                                   | 3,40     |
| Skok w dal                | Jerzy Pławczyk AZS Warszawa                                                                                | 6,695    | Władysław Niemiec Pogoń Lwów                                                                      | 6,66     | Wł. Strelau AZS Warszawa                                                                                        | 6,075    |
| Skok w dal z miejsca      | Szczepan Kalinowski WKS Grudziądz                                                                          | 2,905    | Jerzy Pławczyk AZS Warszawa                                                                       | 2,79     | Jerzy Tuziak Cracovia                                                                                           | 2,70     |
| Pchnięcie kulą            | Henryk Praski Strzelec Katowice                                                                            | 12,40    | Antoni Suchodolski AZS Lwów                                                                       | 12,31    | Tadeusz Iwanów AZS Lwów                                                                                         | 12,00    |

### Kobiety
| Konkurencja:              | 1. miejsce                     | Rezultat | 2. miejsce                        | Rezultat | 3. miejsce                       | Rezultat |
| Bieg na 50 m              | Jadwiga Batiuk Strzelec Lwów   | 7,0      | Helena Gottlieb Makkabi Kraków    | 7,1      | Maryla Freiwald Makkabi Kraków   |          |
| Bieg na 500 m             | Irena Świderska AZS Poznań     | 1:29,5   | Jadwiga Nowacka AZS Warszawa      | 1:29,6   | Bella Hornstein Hasmonea Lwów    |          |
| Bieg na 50 m przez płotki | Maryla Freiwald Makkabi Kraków | 8,3      | Irena Świderska AZS Poznań        | 8,4      | Jadwiga Wajsówna Sokół Łódź      |          |
| Skok wzwyż                | Jadwiga Wajsówna Sokół Łódź    | 1,515    | Maria Wiśniewska Sokół Grudziądz  | 1,43     | Irena Świderska AZS Poznań       | 1,385    |
| Skok w dal                | Irena Świderska AZS Poznań     | 4,96     | Jadwiga Batiuk Strzelec Lwów      | 4,81     | Jadwiga Janowska Sokół Łódź      | 4,48     |
| Skok w dal z miejsca      | Jadwiga Wajsówna Sokół Łódź    | 2,38     | Irena Paliszewska Sokół Sosnowiec | 2,28     | Maria Wiśniewska Sokół Grudziądz | 2,19     |
| Pchnięcie kulą            | Jadwiga Wajsówna Sokół Łódź    | 11,635   | Genowefa Cejzikowa AZS Warszawa   | 11,585   | Klara Gackowska Sokół Grudziądz  | 10,52    |